# 山海関

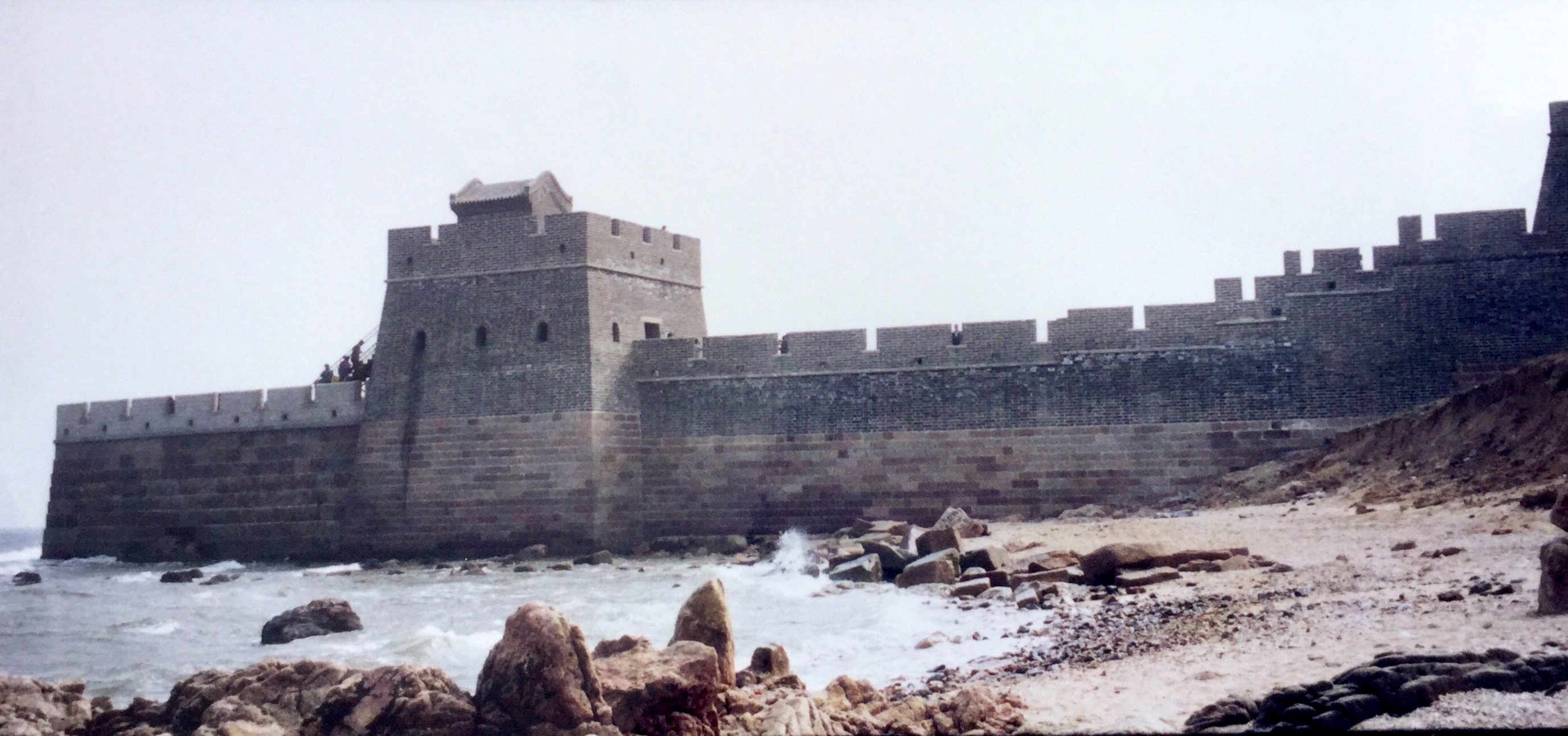
山海関にて延びた城壁が渤海の海岸より突き出ている、「老龍頭」が長城の東端とされていた

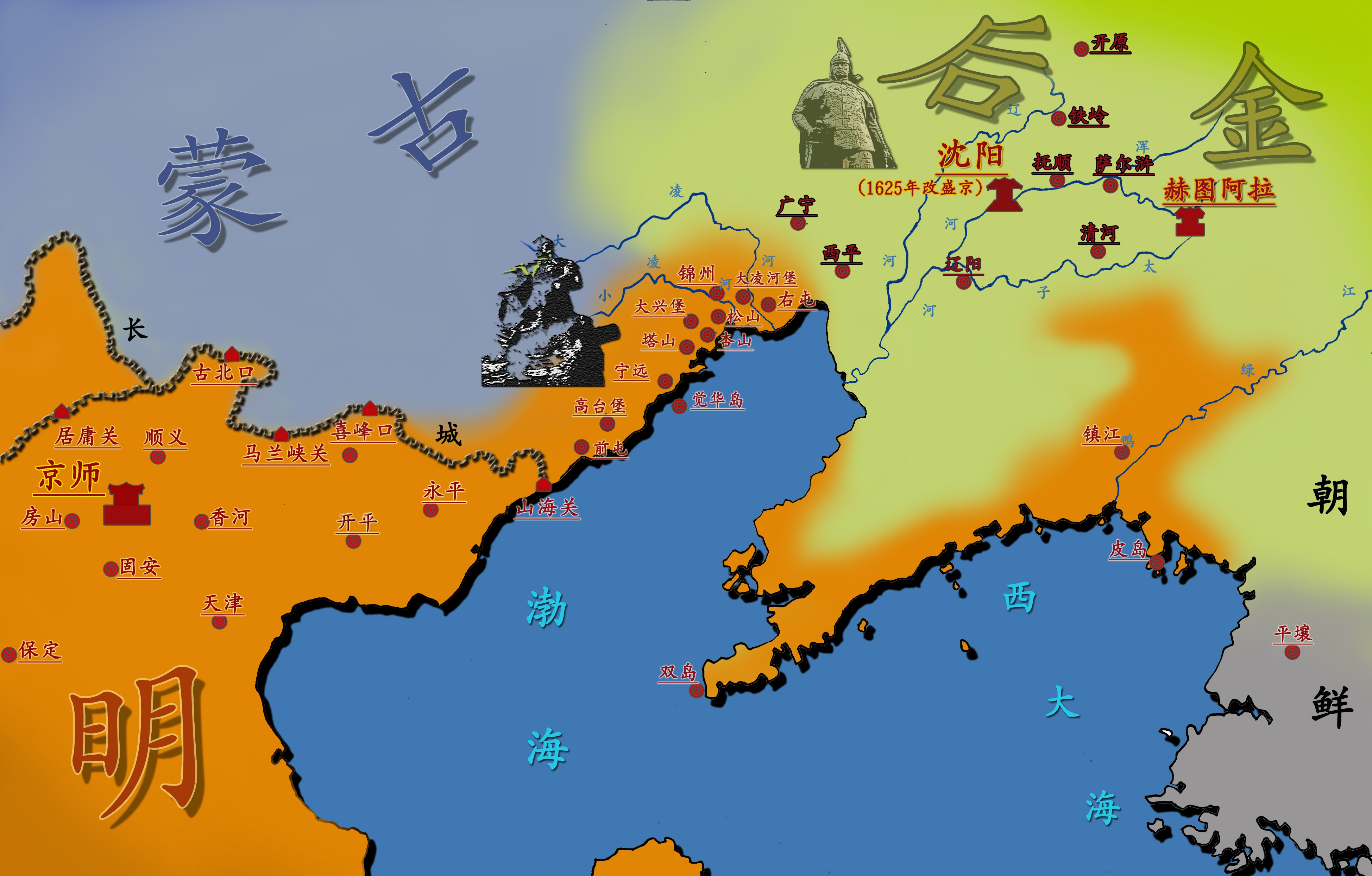
明末の山海関周辺

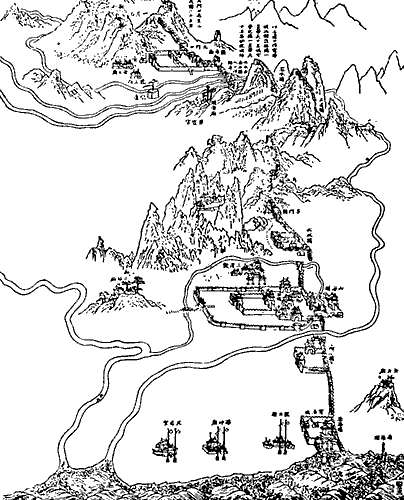
明末の山海関全体図

山海関（さんかいかん、満洲語：ᡧᠠᠨᠠᡥᠠ
ᡶ᠋ᡠᡵᡩ᠋ᠠᠨ、転写：šanaha furdan）は、万里の長城の一部を構成する要塞。河北省秦皇島市山海関区に所在。華北と東北の境界である、河北・遼寧省境が渤海に会する位置にある。嘉峪関と共に万里の長城で要衝であった。中国の5A級観光地（2007年・2018年認定）。
2009年に中国政府が遼寧省虎山の虎山長城が長城の東端と訂正するまで、山海関から延びた城壁が海岸から突き出た「老龍頭」が長城の東端とされていた。「天下第一関」と称されるが、これは山海関の著名性を表したものではなく、東から数えて最初の関所であったことを示す。
山海関より西側を「関内」と称し、東側の満洲を「関東」もしくは「関外」という。かつて日本の租借地であった関東州や、そこに駐留した関東軍の名称もこれに由来する。

## 歴史
この地域は周の時代には燕の地であり、秦・漢代には遼西郡に属した。背後の燕山が渤海に迫る狭隘なこの地区は、満洲方面から中原に向かう軍は必ず通らなくてはならない交通の要所で、いわゆる「兵家必争之地」であった。満洲の女真に対する防備の要衝であったため古代から城壁が築かれ、漢代は既に臨楡関と称されていた。隋や唐代にも長城の一部として拡張が重ねられ、現在も当時の城壁が残る。明代の洪武14年（1381年）、将軍の徐達が整備を行い、山と海の間にあることから山海衛と命名して永平府の管轄とし、後に山海関と称されるようになった。清代以降は行政区画名は臨楡県と改称されたが、現代では山海関の名称が行政区画名となり現在に至る。
軍事要衝として山海関の防備はきわめて厳重であり、1622年には駐屯する守備隊は兵7万9千8百69人、馬匹1万2千7百60頭の記録が残る。明末はヌルハチ、ホンタイジ率いる満洲族の侵入を阻止し、守将であった呉三桂が清軍に投降するまで不落の要塞だった。軍事的な重要性は近代になっても変わらず、満洲事変以降は満洲国と中華民国の国境となった。1933年（昭和8年）1月に関東軍が山海関を進出、これにより日本軍による北京への東部回廊が確保され、2月に熱河作戦が実施されて熱河省は満洲国に併合された。

## 構造
城郭は約4キロにわたる城壁で囲まれた四角形である。土を突き固めた外側に煉瓦を積んだ城壁は、高さ14メートル、厚さ7メートルあり、壁上に「奎光閣」「牧営楼」「威遠堂」といった城楼を有する。東の壁の南北の両側は長城と連結し、また東・南・北の城壁外側には深さ8メートル、幅17メートルの堀をめぐらし、吊り橋が渡されていた。城郭の中心部には鐘楼がある。
関の東西南北にはそれぞれ城門が設けられ、東から来る敵を迎えるための東門の「鎮東門」が最も堅固かつ著名である。東門の壁は高さ12メートル、門上の木造の城楼の高さは13メートル、幅20メートル、奥行き11メートルあり、3つの扉のほか、箭を射出するため68の窓が設けられていた。東門の楼上には「天下第一関」の大扁額が掲げられ、観光名物となっている。

## アクセス
中国鉄路山海関駅へは、北京から高速列車で2時間程度である。

## 画像

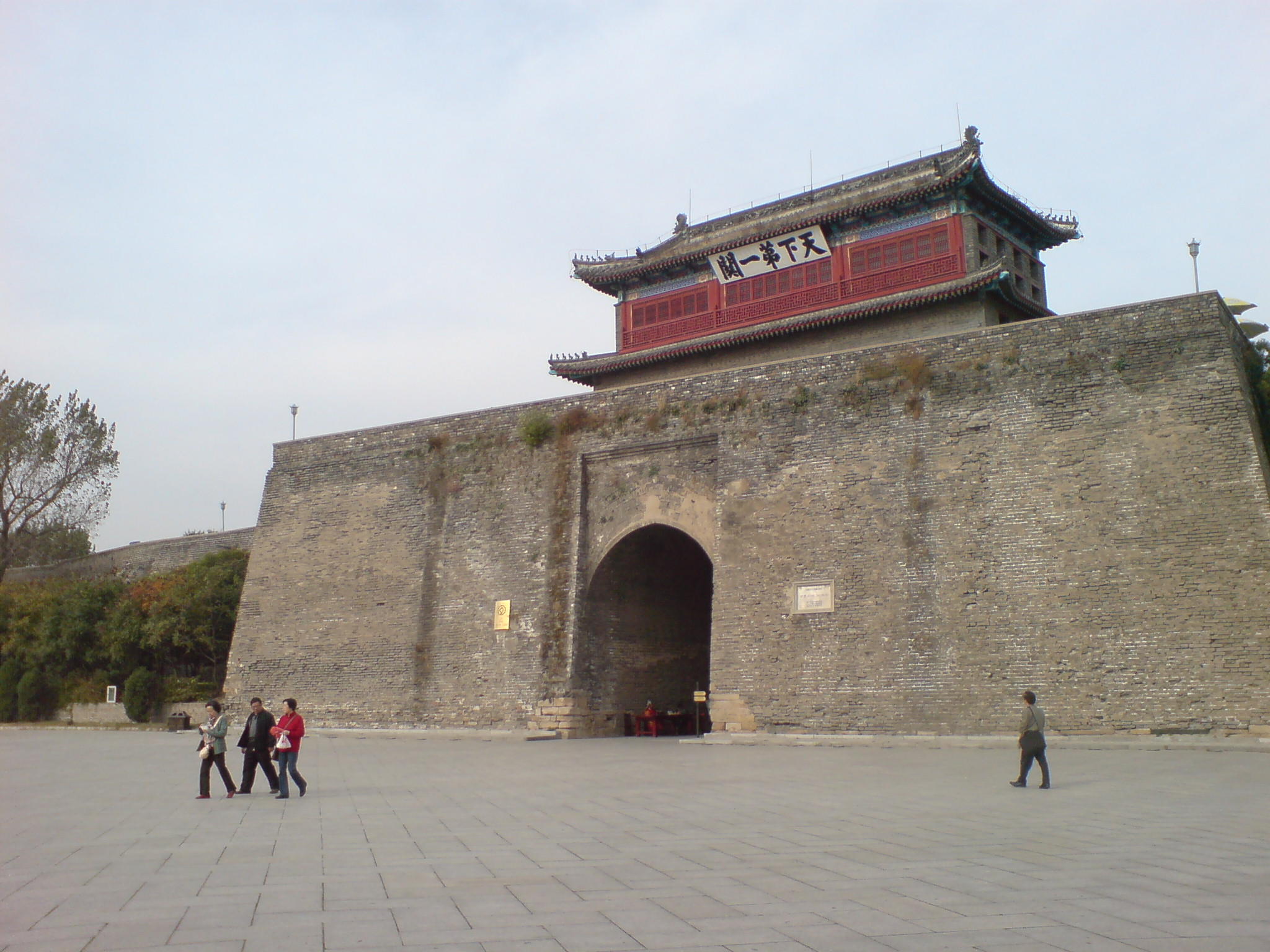
山海関東門。
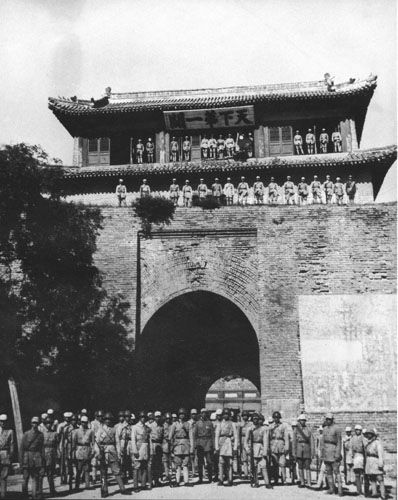
1945年の東門。兵士は共産党軍。
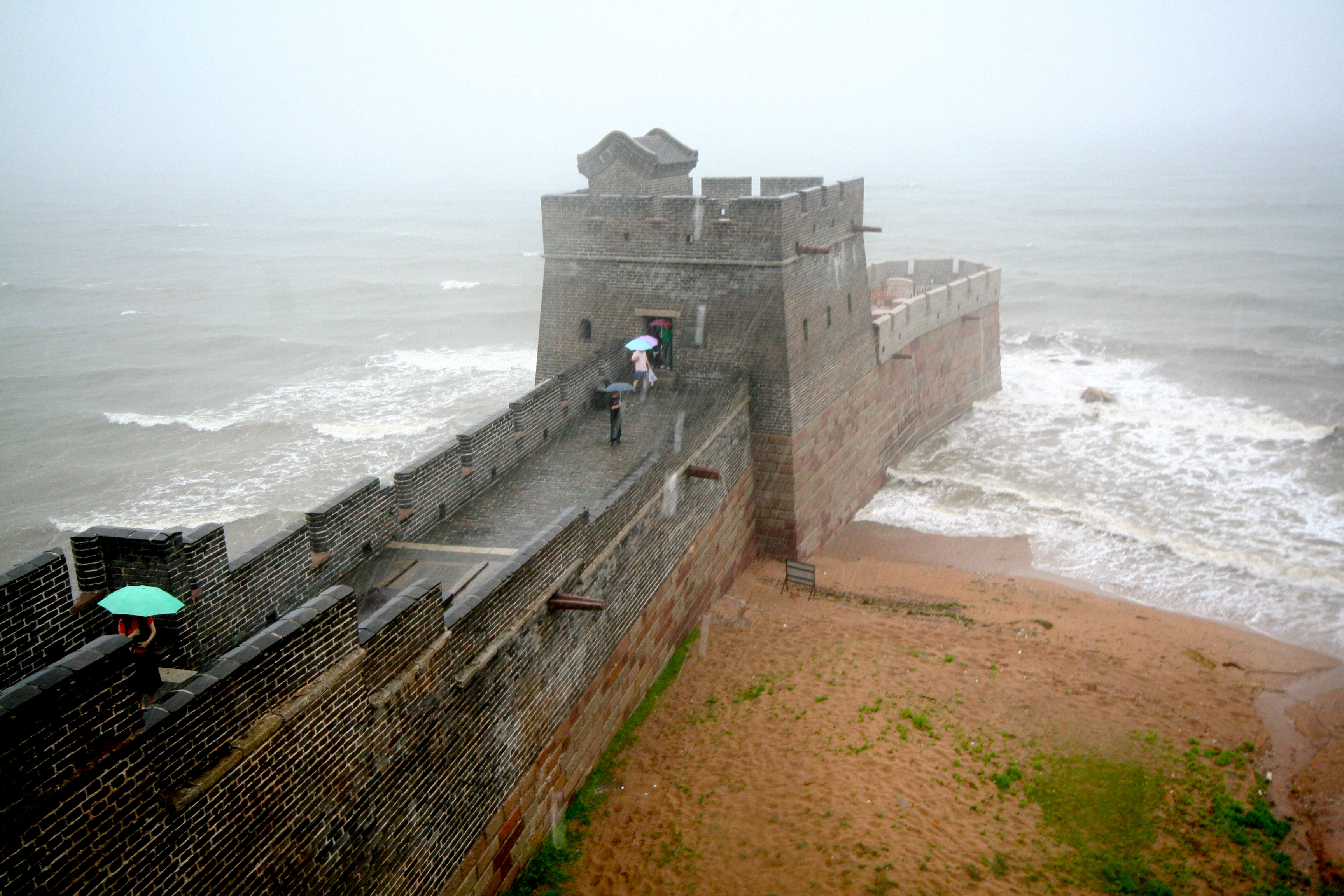
城壁が海に入る老龍頭。